# Ступишинское сельское поселение
Ступи́шинское се́льское поселе́ние — муниципальное образование в Тяжинском районе Кемеровской области. Административный центр — село Ступишино.

## История
Ступишинское сельское поселение образовано 17 декабря 2004 года в соответствии с Законом Кемеровской области № 104-ОЗ.

## Население
| 2010  | 2011  | 2012  | 2013  | 2014  | 2015  | 2016  |
| ----- | ----- | ----- | ----- | ----- | ----- | ----- |
| 1658  | ↘1653 | ↘1597 | ↘1528 | ↘1460 | ↘1426 | ↘1395 |
| 2017  | 2018  | 2019  |       |       |       |       |
| ↘1358 | ↘1334 | ↘1300 |       |       |       |       |

## Состав сельского поселения
| № | Населённый пункт | Тип населённого пункта       | Население |
| - | ---------------- | ---------------------------- | --------- |
| 1 | Георгиевка       | деревня                      | 280       |
| 2 | Даниловка        | село                         | 460       |
| 3 | Прокопьево       | село                         | ↘74       |
| 4 | Сандайка         | село                         | ↘244      |
| 5 | Ступишино        | село, административный центр | 541       |
| 6 | Тёплая Речка     | деревня                      | ↘59       |

## Статистика
На территории расположено — 490 домовладений;- 3 объекта с массовым пребыванием граждан (Ступишинская общеобразовательная школа, Ступишинский детский сад, Георгиевский детский сад, СДК Ступишинский, СК Георгиевский, СК Даниловский, СК Сандайский, СК Теплая-Речка, СК Прокопьевский);- 11 объектов торговли.